# GenICam
GenICam (ang.) Generic Interface for Cameras, standard definiujący w sposób ogólny cechy interfejsu programowania aplikacji (API) dla wszystkich rodzajów kamer przemysłowych stosowanych w systemach wizyjnych. Uniezależnia to sposób przygotowania oprogramowania współpracującego z kamerą od zastosowanego standardu interfejsu komunikacyjnego (np. GigE Vision lub Camera Link) i innych cech urządzenia.
Standard GenICam jest zarządzany przez Europejskie Stowarzyszenie Systemów Wizyjnych EMVA (ang.) European Machine Vision Association. Prace nad standardem rozpoczęto w 2003, co zaowocowało zatwierdzeniem w roku 2006 pierwszego modułu GenICam, o nazwie GenApi. Ostatni moduł GenTL zatwierdzono w roku 2008.
Przy tworzeniu standardu uczestniczyło wiele firm z branży systemów wizyjnych w tym:
- Balluff (dawniej znany jako MATRIX VISION)
- Basler
- DALSA
- e2v semiconductors
- JAI Pulnix
- Leutron Vision
- Matrox Imaging
- MVTec Software
- National Instruments
- Pleora
- Smartek Vision
- Stemmer Imaging

GenICam zawiera trzy moduły umożliwiające rozwiązanie w sposób ogólny podstawowych zadań w obszarze przemysłowych systemów wizyjnych. Modułami tymi są:
- GenApi: stosowany do konfiguracji kamery i zapisu informacji o sposobie dostępu do funkcji kamery i sterowania kamerą. Informacje zapisywane w formacie pliku XML;
- Nazewnictwo standardowych cech (ang.)Standard Feature Naming Convention (SFNC): zawiera zalecane nazwy i typy wspólnych cech kamer dla potrzeb zapewnienia wzajemnej kompatybilności;
- GenTL: zawiera opis warstwy interfejsu komunikacji w celu nadawania identyfikatorów kamer, pozyskiwania obrazów z kamer i przekazywania ich do oprogramowania użytkowego.

GenICam wspiera grupę pięciu podstawowych funkcji urządzeń wizyjnych:
1. Konfiguracji kamery,
2. Przechwytywanie obrazów,
3. Graficznego interfejsu użytkownika (ang.) Graphical user interface GUI,
4. Transmisji danych dodatkowych,
5. Obsługi zdarzeń.